# Hrabata a vévodové z Nevers
Hrabata z Nevers (později vévodové) byli vládci Neverského hrabství, které se v roce 1539 stalo francouzským vévodstvím.

## Dějiny
Dějiny Neverského hrabství jsou úzce spjaty s Burgundským vévodstvím. V 11. a 12. století vládla hrabata také Auxerrskému hrabství. Ve 14. století Neverskému hrabství vládl flanderský hrabě a poté znovu burgundský vévoda.
V roce 1539 bylo přímo připojeno k Francii.
Karel IV. Gonzagové prodal v roce 1659 Neverské a Rethelské vévodství kardinálu Mazarinovi. Jeho rodina vládla Neverskému vévodství až do Velké francouzské revoluce.

## Neverská hrabata

Erb Renaulda I., hraběte z Nevers

- Erb Renaulda I., hraběte z NeversOto-Jindřich (cca 973–987; vévoda burgundský, 965–1002)
- Oto-Vilém (987-992; vévoda burgundský (uchazeč), 1002–1004)
- Landri (992–1028)
- Renauld I. (také hrabě z Auxerre, 1031–1040)
- Vilém I. (také hrabě z Auxerre, 1040–1083)
- Renauld II. (také hrabě z Auxerre, 1083–1097)
- Vilém II. (také hrabě z Auxerre, 1097–1148)
- Vilém III. (také hrabě z Auxerre, 1148–1161)
- Vilém IV. (také hrabě z Auxerre, 1161–1168)
- Vít (také hrabě z Auxerre, 1168–1175)
- Vilém V. (také hrabě z Auxerre, 1175–1181)
- Anežka I. (1181–1192)
  - Petr II. z Courtenay (1184–1192; latinský císař, 1216–1217)
- Matylda I. (1192–1257)
  - Hervé IV. z Donzy (1199–1223)
    - Anežka z Donzy, která se provdala za Filipa, francouzského dauphina, poté Víta II. ze Saint-Pol
      - Jolanda I., hraběnce z Nevers, která se provdala za Archambauda IX. Bourbonského, měla Matyldu II.

  - Guigues z Forez (1226–1241)
- Matylda II. (také hraběnka z Auxerre, 1257–1262)
  - Odo (také hrabě z Auxerre, 1257–1262)
- Jolanda II. (1262–1280)
  - Jan Tristan (1265–1270)
  - Robert III. z Bethune (1272–1280)
- Ludvík I. (1280–1322)
- Ludvík II. (také hrabě z Flander, 1322–1346)
- Ludvík III. (rovněž hrabě z Flander, 1346–1384) (po jeho smrti přešel titul přímo na jeho vnuka Jana, ačkoliv Janova matka Markéta, hraběnka z Flander, a její manžel Filip II., vévoda burgundský, obdrželi jiné tituly)
- Jan I. (1384–1404; vévoda burgundský, 1404–1419)
- Filip II. (1404–1415)
- Karel I. (1415–1464)
- Jan II. (1464–1491)
- Engelbert Klévský (1491–1506)
- Karel II. (1506–1521)

## Neverští vévodové
Vládci Nivernaiského vévodství.

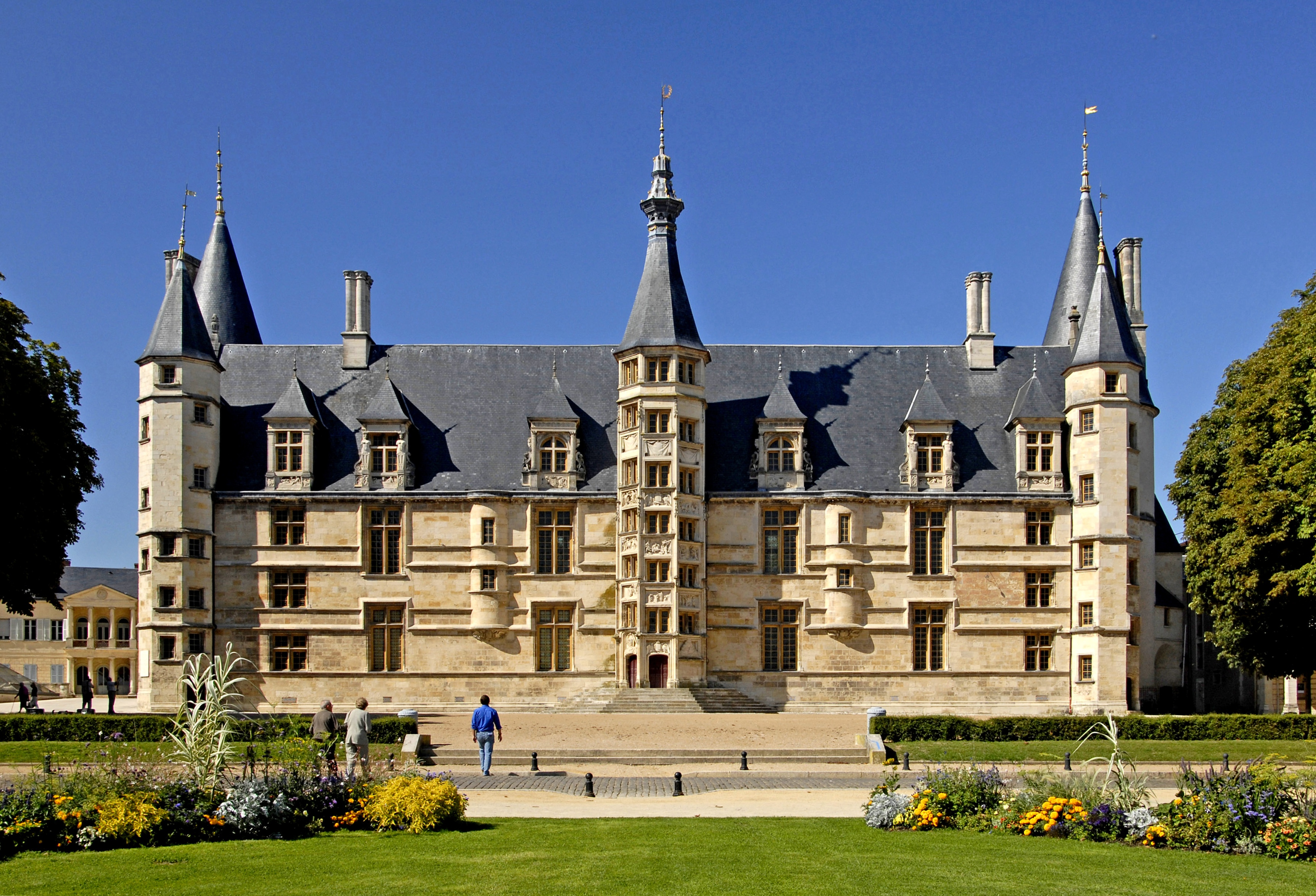
Vévodský palác v Nevers

- František I. (1521–1562) (jeho matka Marie z Albretu († 1549), vdova po Karlu II., také v roce 1539 převzala titul, i když skutečným vévodou a vévodkyní se stal její syn a jeho manželka.)
- František II. (1562–1563)
- Jakub (1563–1564)
- Jindřiška Klévská (1564–1601)
  - Ludvík Gonzaga (1566–1595)
- Karel III. Gonzaga (1595–1637)
- Karel IV. Gonzaga (1637–1659), v roce 1659 prodal Neverské a Rethelské vévodství kardinálu Mazarinovi
- Julius Mazarin (1659–1661)
- Filip Julius Mancini (1661–1707)
- Philip Julius Francis Mancini (1707–1768)
- Louis Jules Mancini-Mazarini, vévoda de Nevers (1768–1798)